# Laurie Baker (hockey sur glace)
Pour les articles homonymes, voir Laurie Baker et Baker.
Laurie Baker (née le 6 novembre 1976 à Concord, Massachusetts, aux États-Unis) est une joueuse américaine de hockey sur glace  qui évoluait dans la sélection nationale féminine en tant qu'attaquante.
Elle a remporté une médaille d'or olympique en 1998 à Nagano et une médaille d'argent olympique en 2002 à Salt Lake City .

## Statistiques

### En club
| Saison    | Équipe               | Ligue |                            | Saison régulière           | Saison régulière           | Saison régulière           | Saison régulière           | Saison régulière           |                            | Séries éliminatoires       | Séries éliminatoires       | Séries éliminatoires       | Séries éliminatoires | Séries éliminatoires |
| Saison    | Équipe               | Ligue | PJ                         | B                          | A                          | Pts                        | Pun                        | PJ                         | B                          | A                          | Pts                        | Pun                        |                      |                      |
| 1995-1996 | Friars de Providence | NCAA  | Statistiques indisponibles | Statistiques indisponibles | Statistiques indisponibles | Statistiques indisponibles | Statistiques indisponibles | Statistiques indisponibles | Statistiques indisponibles | Statistiques indisponibles | Statistiques indisponibles | Statistiques indisponibles |                      |                      |
| 1996-1997 | Friars de Providence | NCAA  | 30                         | 43                         | 28                         | 71                         | -                          |                            |                            |                            |                            |                            |                      |                      |

### En équipe nationale
| Année | Équipe     | Compétition          |   | PJ | B | A | Pts | Pun | +/-               |  | Résultat |
| 1997  | États-Unis | Championnat du monde | 5 | 2  | 4 | 6 | 8   |     | Médaille d'argent |  |          |
| 1998  | États-Unis | Jeux olympiques      | 6 | 4  | 3 | 7 | 6   | +10 | Médaille d'or     |  |          |
| 2000  | États-Unis | Championnat du monde | 5 | 0  | 4 | 4 | 8   | +4  | Médaille d'argent |  |          |
| 2002  | États-Unis | Jeux olympiques      | 5 | 3  | 2 | 5 | 4   | +5  | Médaille d'argent |  |          |